# Premier Division (Ierland) 2012
De Ierse Premier Division 2012 (ook wel League of Ireland 2012) was het 92ste seizoen in het Ierse topvoetbal in de Republiek Ierland. Op het FAI Club Convention gehouden op 24 november 2011 werd besloten tot uitbreiding naar twaalf teams in de Ierse Premier Division (vorig seizoen nog tien teams).
Het seizoen begon op 2 maart 2012 en werd beëindigd op 28 oktober 2012. De titelverdediger was de club Shamrock Rovers. De landstitel in de Premier Division werd op de laatste speeldag binnengesleept door Sligo Rovers, hun eerste titel in 35 jaar. Die kwam tot stand onder leiding van trainer-coach Ian Baraclough.

## Voortgang
- Dit seizoen werd de competitie uitgebreid van 10 clubs naar 12.
- Op 18 juni 2012 trok Monaghan United zich terug uit de competitie, vanwege financiële redenen, alle behaalde punten werden tenietgedaan.
- Kleine feiten er werd 437 keer gescoord dit seizoen. Het hoogste bezoekers aantal dit seizoen was bij de wedstrijd Sligo Rovers - St Patrick Athletic (3-2) - 5.621 toeschouwers.

## Uitslagen
|              | BOH     | BRA         | COR     | DER         | DRO         | DUN         | MON         | SHA     | SHE     | SLI         | PAT     | UCD     |
| ------------ | ------- | ----------- | ------- | ----------- | ----------- | ----------- | ----------- | ------- | ------- | ----------- | ------- | ------- |
| Bohemians    |         | 0–0         | 1–0 1–1 | 1–2         | 1–1 1–4     | 2–1         | 20/04 05/10 | 4–0     | 0–2 2–2 | 0–0         | 0–0 2–3 | 1–0     |
| Bray W.      | 2–1 1–4 |             | 0–3     | 0–4 0–0     | 2–4 1–3     | 1–1         | 27/07       | 2–2 1–3 | 2–3     | 1–2 0–0     | 3–3     | 3–1     |
| Cork City    | 1–1     | 1–1 2–0     |         | 2–2         | 2–3 3–2     | 3–2 3–0     | 13/04 28/09 | 1–1 1–2 | 0–0     | 0–1 0–0     | 0–1     | 4–2     |
| Derry City   | 1–0 2–0 | 3–2         | 2–0 0–1 |             | 0–3         | 1–2 4–0     | 10/08       | 0–1     | 0–1     | 1–2         | 0–2 2–1 | 0–0 1–2 |
| Drogheda     | 1–0     | 3–1         | 1–1     | 2–0 2–1     |             | 0–0 3–2     | 06/07       | 1–2 0–2 | 3–1 2–1 | 1–3 2–1     | 0–0     | 1–0     |
| Dundalk      | 0–2 2–2 | 0–2 2–1     | 1–1     | 1–1         | 1–2         |             | 18/05       | 1–1     | 0–0 0–1 | 1–2         | 0–2 0–1 | 2–1 1–2 |
| Monaghan     | 20/07   | 27/04 13/10 | 13/07   | 15/05 26/10 | 06/04 21/09 | 02/03 17/08 |             | 21/05   | 03/08   | 23/03 07/09 | 01/06   | 29/06   |
| Shamrock     | 2–0 0–1 | 0–0         | 1–1     | 1–1 1–3     | 3–1         | 6–0 7–0     | 09/03 20/08 |         | 4–0 2–2 | 1–1         | 1–1     | 2–2 2–1 |
| Shelbourne   | 1–2     | 2–1 0–0     | 1–2 3–2 | 1–0 0–2     | 1–2         | 4–0         | 04/05 19/10 | 2–3     |         | 1–1 1–3     | 1–1 0–2 | 1–2     |
| Sligo Rovers | 1–0 3–1 | 1–1         | 2–2     | 1–1 4–1     | 4–1         | 3–0         | 23/06       | 3–0 0–2 | 3–0     |             | 1–1 3–2 | 2–1 3–0 |
| St Patrick   | 2–1     | 1–0 0–1     | 0–0 1–0 | 3–0         | 0–2         | 1–2         | 16/03 31/08 | 5–1 2–1 | 1–0     | 0–0         |         | 2–0 5–0 |
| UCD          | 1–2 2–2 | 2–3 3–1     | 1–0 3–1 | 0–1         | 1–1 1–0     | 1–1         | 30/03 10/09 | 0–2     | 0–2 1–1 | 1–0         | 1–1     |         |

## Eindstand
| №  | Club                      | WG | W  | G  | V  | DV | DT | +/– | Punten |
| -- | ------------------------- | -- | -- | -- | -- | -- | -- | --- | ------ |
|    | Sligo Rovers              | 30 | 17 | 10 | 3  | 53 | 23 | +30 | 61     |
| 2  | Drogheda United           | 30 | 17 | 6  | 7  | 51 | 36 | +15 | 57     |
| 3  | St. Patrick's Athletic    | 30 | 15 | 10 | 5  | 44 | 22 | +22 | 55     |
| 4  | Shamrock Rovers           | 30 | 14 | 10 | 6  | 56 | 37 | +19 | 52     |
| 5  | Derry City                | 30 | 11 | 6  | 13 | 36 | 36 | 0   | 39     |
| 6  | Cork City                 | 30 | 8  | 12 | 10 | 38 | 36 | +2  | 36     |
| 7  | Bohemians                 | 30 | 9  | 9  | 12 | 35 | 38 | –3  | 36     |
| 8  | Shelbourne                | 30 | 9  | 8  | 13 | 35 | 43 | –8  | 35     |
| 9  | University College Dublin | 30 | 8  | 7  | 15 | 32 | 48 | –16 | 31     |
| 10 | Bray Wanderers            | 30 | 5  | 10 | 15 | 33 | 54 | –21 | 25     |
| 11 | Dundalk                   | 30 | 4  | 8  | 18 | 23 | 63 | –40 | 20     |
| 12 | Monaghan United           | 0  | 0  | 0  | 0  | 0  | 0  | 0   | 0      |

## Play-offs

### Promotie/degradatie
|                      |         |       |                  |  |
| 30 oktober 19:45 uur | Dundalk | 2 – 2 | Waterford United |  |
| 30 oktober 19:45 uur |         |       |                  |  |

|                      |                  |       |         |  |
| 2 november 19:45 uur | Waterford United | 0 – 2 | Dundalk |  |
| 2 november 19:45 uur |                  |       |         |  |

## Topscorers
22 goals
- Gary Twigg (Shamrock Rovers)

15 goals
- Danny North (Sligo Rovers)

14 goals
- Jason Byrne (Bray Wanderers)

12 goals
- Declan O'Brien (Drogheda United)
- Chris Fagan (St Patrick)
- Philip Hughes (Shelbourne)
- Vincent Sullivan (Cork City)

## Prijzen

### Speler van de Maand
| Maand     | Speler                | Club                   |
| --------- | --------------------- | ---------------------- |
| Maart     | Gary Twigg            | Shamrock Rovers        |
| April     | Christopher Forrester | St. Patrick's Athletic |
| Mei       | Jason Byrne           | Bray Wanderers         |
| Juni      | Danny North           | Sligo Rovers           |
| Juli      | Chris Fagan           | St. Patrick's Athletic |
| Augustus  | Mark Quigley          | Sligo Rovers           |
| September | Jason McGuinness      | Sligo Rovers           |
| Oktober   | Gary Twigg            | Shamrock Rovers        |
| November  | Rory Patterson        | Derry City             |

Nationale competities:
Albanië · Armenië · België · Bosnië en Herzegovina · Bulgarije · Cyprus · Denemarken · Duitsland · Engeland · Estland ('12 '13) · Faeröer ('12 '13) · Finland ('12 '13) · Frankrijk · Griekenland · Hongarije · Ierland ('12 '13) · IJsland ('12 '13) · Israël · Italië · Kazachstan ('12 '13) · Kroatië · Letland ('12 '13) · Litouwen ('12 '13) · Luxemburg · Montenegro · Nederland · Noorwegen ('12 '13) · Oekraïne · Oostenrijk · Polen · Portugal · Roemenië · Rusland · San Marino · Schotland · Servië · Slovenië · Slowakije · Spanje · Tsjechië · Turkije · Zweden · Zwitserland
Europese competities: Super Cup 2013 · Champions League · Europa League